# Erg Iguidi
Der Erg Iguidi (arabisch عرق إقيدي, DMG ʿIrq Iqīdī) ist ein großer Erg in der Gegend von Tindūf im Südwesten Algeriens, der sich bis in den Norden Malis und Mauretaniens erstreckt.

## Geografie
Der Erg Iguidi ist eine Sandwüste mit einem klaren Muster aus schmalen linearen Dünen, die sich über eine Länge von 400 km erstrecken. Als Teil der größeren Sahara liegt sie in ihrer nordwestlichen Region und ist durch Harmattan-Wehen gekennzeichnet. Der höchste Punkt liegt bei 540 m.
Verglichen mit dem südlich angrenzenden Erg Chech ist dieser Erg relativ feucht. Grundwasser ist besonders am nordöstlichen Rand des Erg Iguidi reichlich vorhanden. Es gibt Flecken saisonaler Vegetation mit Gräsern und Sträuchern, und im Sommer wird die Wüste als Weidefläche genutzt. Der Erg Iguidi beherbergt eine Population von schmalhörnigen Gazellen.
Koordinaten: 26° 15′ 18″ N, 6° 17′ 52,8″ W